# Religião no Reino Unido
Religião no Reino Unido 2011
A Religião no Reino Unido é uma das mais antigas manifestações religiosas do mundo ocidental, tendo origem há cerca de 1.400 anos - quando da chegada dos primeiros missionários cristãos. Desde então, o Cristianismo têm sido a maior e mais influente denominação religiosa no país; através de suas duas correntes principais: o Anglicanismo e o Catolicismo Romano. Mais recentemente, o aumento das taxas de imigração, resultou na incorporação de novas doutrinas por grande parte dos britânicos.
O Tratado de União, que levou à formação do Reino Unido assegurou que haveria uma sucessão protestante, bem como uma ligação entre a Igreja e o Estado, que ainda permanece. O cristianismo é a maior religião, seguido pelo islamismo, hinduísmo, siquismo e judaísmo em termos de número de adeptos. No censo de 2011, 59,5% dos entrevistados disseram que o cristianismo era a sua religião, no entanto, um estudo da Tearfund mostrou que apenas um em cada dez britânicos realmente frequentam a igreja semanalmente. Cerca de 16 milhões de pessoas (25% da população do Reino Unido) afirmaram não ter religião, com mais 4,3 milhões (7% da população do Reino Unido) não indicando uma preferência religiosa. Entre 2004 e 2008, o Office for National Statistics informou que o número de cristãos na Grã-Bretanha (em vez do Reino Unido como um todo) caiu em mais de 2 milhões de pessoas.
A religião do Estado da Inglaterra é a Igreja Anglicana, cuja soberania está assegurada pelo Monarca, e o chefe da igreja é o Arcebispo da Cantuária, entretanto, a Igreja Católica é a segunda maior religião da Inglaterra, cuja soberania está assegurada pelo Papa. Em contrapartida, a Igreja Presbiteriana é a religião oficial (mas não do Estado) da Escócia, um dos países que compõem o Reino Unido. A Igreja Batista, Igreja Metodista e Igreja Adventista também se professam, assim como o Islamismo, e o Judaísmo, formando o conjunto mais numeroso. A lei britânica assegura a liberdade de culto, ainda que algumas nações constituintes aceitem uma religião como oficial; e outras (como Irlanda do Norte e País de Gales) declarem-se estados aconfessionais ou laicos.

## Por país

### Escócia
O maior grupo religioso na Escócia é o protestantismo, embora haja outros grupos presentes como o Catolicismo Romano. A Escócia desempenhou um grande papel na reforma protestante do que qualquer outra nação no Reino Unido. John Knox é creditado com a introdução da Reforma na Escócia. Knox provocou a Reforma Escocesa em 1560, quando começou a pregar sobre o Protestantismo a grandes grupos de pessoas em todo o país. Mais tarde, a Escócia se envolveu na Guerra Civil inglesa quando Charles I ameaçou a Igreja Presbiteriana do país.

### País de Gales

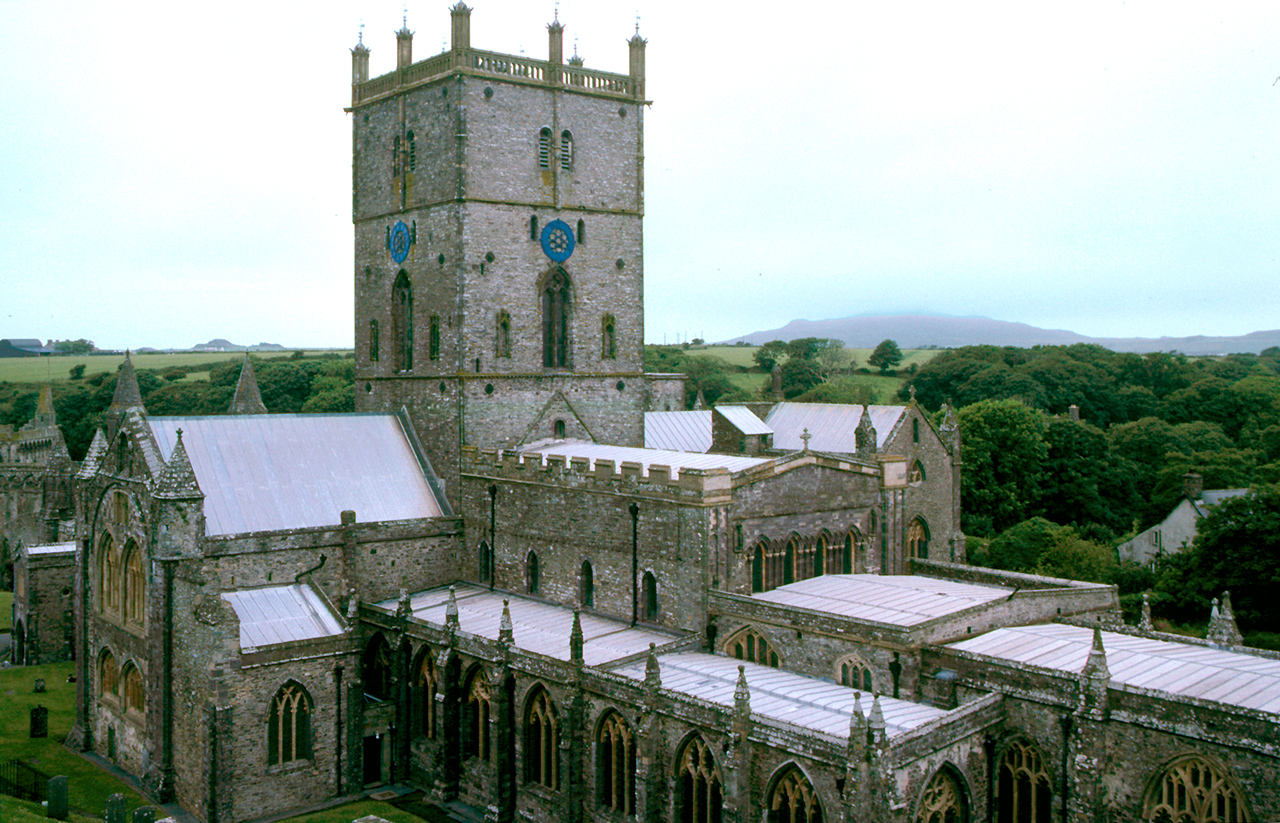
Igreja Anglicana no País de Gales.

País de Gales tornou-se parte da Inglaterra quando a Dinastia Tudor conquistou a nação. O religioso e as histórias políticas do País de Gales e da Inglaterra estavam intimamente ligadas durante o reinado dos monarcas Tudor, e o impacto do protestantismo em ambas as nações era semelhante. Em 1588,William Morgan (tradutor da Bíblia) publicou a bíblia em Galês que é a única língua não-estatal em que toda a Bíblia foi publicada durante a Reforma Protestante. Para a maior parte, os católicos fiéis tornaram mais difícil o protestantismo avançar no país. No entanto, os protestantes e os não conformistas ainda compõem o maior grupo religioso no País de Gales. Outros grupos como Católicos romanos e muçulmanos também estão presentes porém o Anglicanismo continua a ser a religião predominante no país.

### Irlanda do Norte
Embora a Irlanda do Norte tenha mais protestantes do que a República da Irlanda, ainda manteve um maior número de católicos do que outras nações no Reino Unido. A Igreja Presbiteriana na Irlanda e a Igreja da Escócia foram intimamente ligadas no passado. No Reino Unido a Irlanda do Norte é o país que possui o maior numero de católicos.

## Grupos religiosos

### Cristianismo

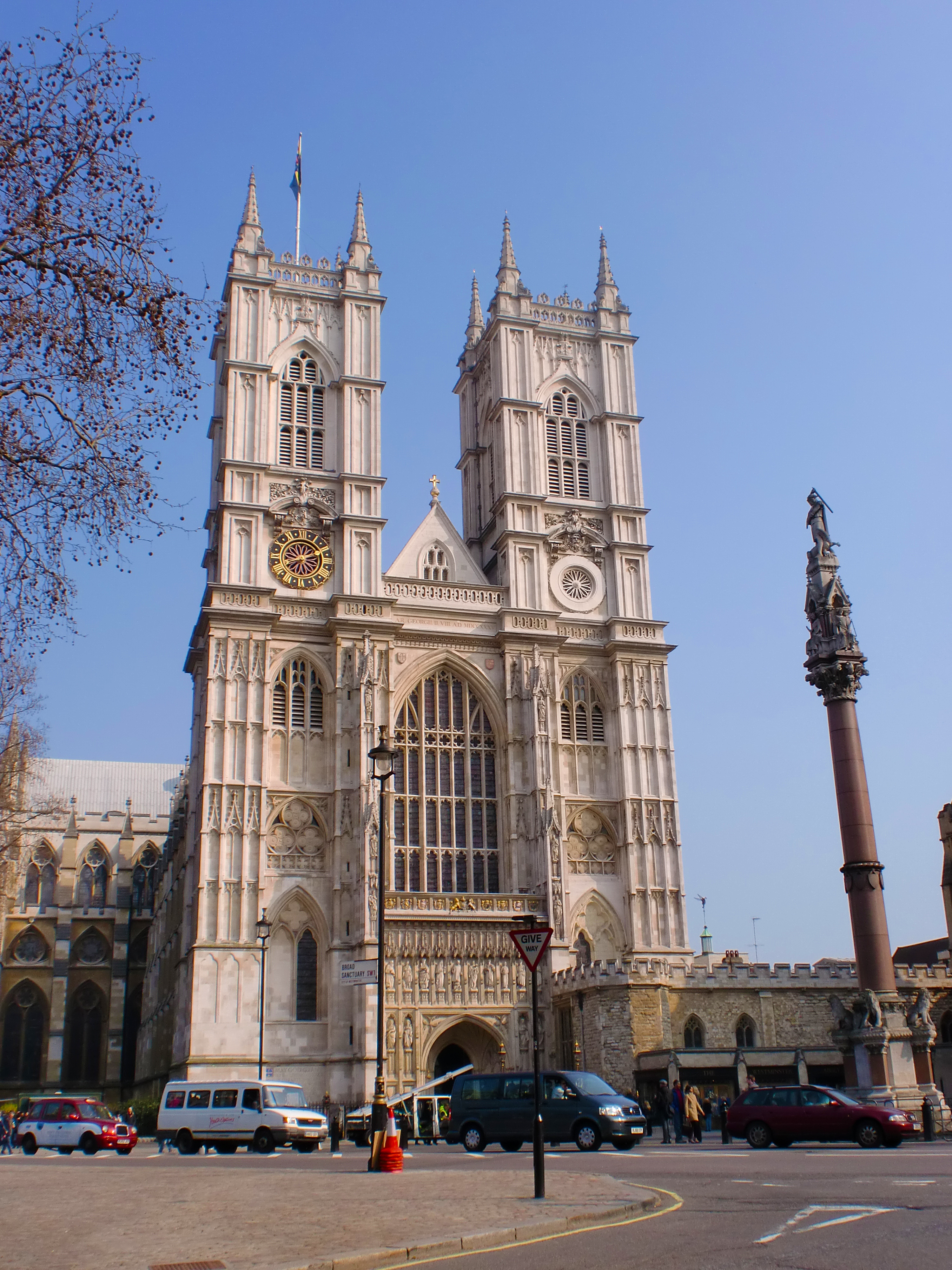
A Abadia de Westminster é usada para a coroação dos monarcas britânicos, onde eles também são feitos chefes da Igreja Anglicana.

O que desde 1707 compõe Reino Unido era formado por nações independentes e, como consequência, grande parte das denominações cristãs não possuem uma estrutura a nível nacional britânico. Enquanto algumas mantêm estruturas individuais para cada país constituinte do Reino Unido, outras mantiveram uma estrutura única "supranacional" ao longo dos séculos. O mesmo ocorreu em 1921, com a criação da Irlanda do Norte, que tem suas organizações religiosas vinculadas ainda às da Irlanda. O Cristianismo foi difundido pelos romanos em algumas regiões de Inglaterra e Escócia. Após a invasão dos anglo-saxões no século V, as autoridades da Igreja romana reenviaram missionários com o fim de ampliar a fé cristã em todo o território conhecido. Com isso chegaram a atual Irlanda. A Igreja Católica permaneceu como religião majoritária durante a Idade Média e até metade da Idade Moderna, período em que Henrique VIII rompe oficialmente com a autoridade papal e estabelece uma igreja nacional.
A União Batista da Grã-Bretanha foi fundada por 45 igrejas Batistas Reformadas em 1813 em Londres.
O maior grupo religioso na Inglaterra é o cristianismo, com a Igreja da Inglaterra (anglicana) sendo a Igreja Estatal, a igreja mantém uma representação no Parlamento do Reino Unido e o monarca britânico é um membro da igreja (nos termos do artigo 2º da Tratado de União), bem como o Governador Supremo. A Igreja de Inglaterra também se reserva ao direito de elaborar medidas legislativas (relacionadas à administração religiosa) através do "Sínodo Geral", que pode então ser transformado em lei pelo Parlamento. A Igreja Católica Romana na Inglaterra e no País de Gales é a segunda maior igreja cristã. Há também um número crescente de ortodoxos, protestantes e pentecostais, sendo que as igrejas pentecostais na Inglaterra passaram ao terceiro lugar, atrás da Igreja Anglicana e da Igreja Católica Romana, em termos de frequência à igreja.
O maior grupo religioso na Escócia é também o cristianismo, embora a Igreja da Escócia (conhecida informalmente como The Kirk), é reconhecida como a igreja nacional. Ela não está sujeito ao controle do Estado e o monarca britânico é um membro ordinário, obrigado a fazer um juramento de "manter e preservar a religião protestante e a Igreja Presbiteriana do Governo" no momento de sua adesão ao poder. A Igreja Católica na Escócia, é a segunda maior igreja cristã da Escócia, o que representa um sexto da população. Há também a Igreja Episcopal Escocesa, que faz parte da Comunhão Anglicana.
A Igreja no País de Gales é secular, mas permanece na Comunhão Anglicana. A União Batista de Gales, a Metodista e a Igreja Presbiteriana do País de Gales estão presentes em Gales também. Os principais grupos religiosos na Irlanda do Norte são organizados na mesma base do restante da Irlanda. Embora os protestantes e anglicanos juntos sejam a maioria em geral, a Igreja Católica da Irlanda é a maior denominação. A Igreja Presbiteriana na Irlanda é a segunda maior igreja,  seguida pela Igreja da Irlanda (anglicana).
Outros grupos cristãos de grande expressão no país são os Congregacionalistas, Quakers e Metodistas. Sendo que no Reino Unido foi originado do Movimento de Santidade que se propagou pelas denominações na América e provocou uma reformulação em suas doutrinas.

### Judaísmo

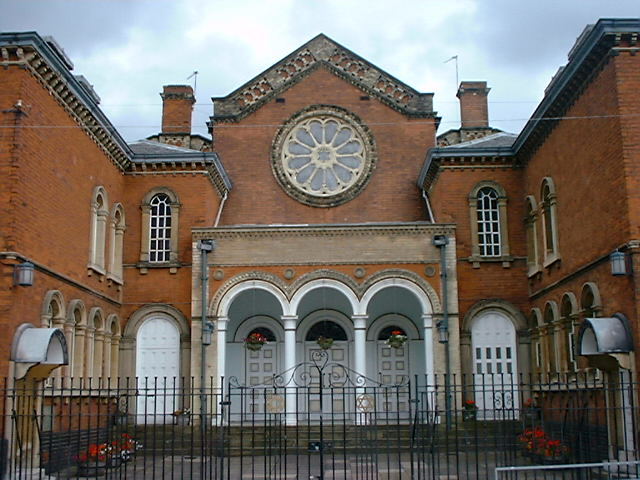
Sinagoga em Birmingham, Inglaterra.

Em 1753, o Parlamento permitiu a naturalização de judeus residentes no país. Nos anos seguintes este grupo religioso foi gradualmente conquistando maior liberdade de expressão, a iniciar-se com a graduação de um judeu não identificado na Universidade de Glascow em 1787 e a elevação de Sir Isaac Goldsmid a barão em 1841. Em 1958, o banqueiro Lionel de Rothschild foi admitido na Câmara dos Comuns, cessando a restrição aos cristãos que nesta imperava.
Com cerca de 263.000 britânicos de ascendência judaica, o Reino Unido é a quinta maior comunidade de judeus no mundo (sendo superado somente por Estados Unidos, França e Canadá). Deve-se observar que estas estatísticas não incluem o quantitativo de judeus somente por etnia.

### Outros
No censo de 2001, havia 1 536 015 muçulmanos na Inglaterra e no País de Gales, respondendo por 3% da população. Os muçulmanos na Escócia são 42 557 pessoas, representando 0,84% da população. Segundo uma estimativa do Inquérito ao Emprego, o número total de muçulmanos na Grã-Bretanha em 2008 era 2 422 000, cerca de 4% da população total. Havia mais 1 943 muçulmanos na Irlanda do Norte em 2001.
Mais de um milhão de pessoas seguem religiões de origem indiana: 560 000 são hindus, 340 000 são sikhs e cerca de 150 000 praticam o budismo. Leicester tem um dos poucos templos Jaina do mundo que estão fora da Índia. O número de judeus britânicos é 300 000 pessoas. O Reino Unido tem a quinta maior comunidade judaica em todo o mundo.